# Golem (Kavaja)
Golem (albanisch auch Golemi) ist ein Badeort in Mittelalbanien am Ufer der Adria südlich von Durrës. Der Ort im Qark Tirana gehört zur Gemeinde Kavaja. Bis 2015 war Golem eine eigenständige Gemeinde (komuna) seither eine Njësia administrative (Verwaltungseinheit) innerhalb Kavajas. Diese hat 6844 Einwohner (Volkszählung 2023).

## Lage
Golem liegt im südlichen Bereich der Bucht von Durrës. Im Süden schließt sich die Stadt Kavaja an, im Südwesten liegt Synej, im Südosten Helmës, im Osten Ndroq und im Norden Rrashbull. Vom flachen Strand der Bucht zieht sich das Gebiet in die Hügel des Hinterlands. Zur ehemaligen Gemeinde und heutigen Verwaltungseinheit (Njësia administrative) gehören auch die Dörfer Kryemëdhenj, Tilaj, Seferaj, Golemas, Qeret, Karpen, Zikxhafaj, Kanaparaj, Agonas und Karpen i Ri. Die Dörfer liegen nicht direkt an der Küste, viele deutlich zurückversetzt in den Hügeln. Auch Golem selbst wird durch die Verkehrswege von der Strandzone getrennt.

## Geschichte
Das Gebiet von Golem war Schauplatz der Schlacht von Dyrrhachium zwischen Caesar und Pompeius im Jahr 48 v. Chr. während der Römischen Bürgerkriege. Die antike Via Egnatia, die Römerstraße von Durrës nach Konstantinopel passierte ebenfalls Golem, das bereits im 1. Jahrhundert n. Chr. bewohnt war. Am Hügel Mali i Robit wurden Objekte der Koman-Kultur aus ca. dem 7. Jahrhundert gefunden.
Bis heute ist Golem im Hinterland stark von der Landwirtschaft geprägt. 1925 wurde in Golem die Albanisch-amerikanische Landwirtschaftsschule von Kavaja eröffnet, die seit 2012  nach ihrem Gründer Charles Telford Erickson benannt ist. Nach dem Zweiten Weltkrieg wurde dort eine Schule für Traktoristen eröffnet. Auch heute gibt es in Golem eine Landwirtschaftsschule. 2016 wurde mit Hilfe von Kuwait eine neue Moschee im klassisch-osmanischen Stil eingeweiht.
Durch Golem führt heute die zur vierspurigen, richtungsgetrennten Schnellstraße ausgebaute SH 4 und die Eisenbahnstrecke Durrës–Peqin der Hekurudha Shqiptare.

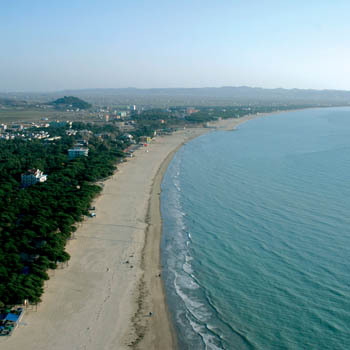
Der Strand vor der vollständigen Überbauung (2008)

Golem hat sich seit Ende der 1990er Jahre zu einem der Zentren des Sommertourismus in Albanien entwickelt. Insbesondere die Strandzone, einst ein langer Pinienwald, wurde zum dicht bebauten Siedlungsgebiet mit Hotels, Restaurants und Strandhäusern. Mehr als 42 % der Häuser sind nach dem Jahr 2000 entstanden und 25 % in der Dekade davor (wobei für weitere 25 % keine Angaben vorliegen). Unterschieden werden die Strandabschnitte Golem im Norden, Mali i Robit anschließend und Qeret im Süden. Ganz im Südwesten der Bucht liegt noch der Ort Karpen mit einigen Unterkünften und Campingplatz. Während die Dünen und Pinienwälder nördlich über weite Strecken bebaut wurden, hat sich zwischen Qeret und Karpen noch ein Stück ursprüngliche Küstenlandschaft erhalten. Ein Küstenfeuchtgebiet in dieser Region wird für Fischzucht genutzt.